# La Ceiba (Honduras)
Pour les articles homonymes, voir La Ceiba.
La Ceiba est le chef-lieu du département d'Atlántida au Honduras.
C’est un port des Caraïbes avec des plages, doté d'une vie naturelle exubérante qui est aujourd'hui préservée dans le Parc National Pico Bonito et le Refuge de Vie sauvage de Cuero y Salado.
Il y a une bonne infrastructure touristique, une tradition hospitalière et une atmosphère extrêmement agréables.

## Histoire
Depuis ses débuts, la ville de La Ceiba a captivé ses visiteurs par ses beautés naturelles, le nom lui-même de la ville est dû à un gigantesque arbre de Ceiba (vénéré par les Mayas), qui offrait son ombre fraîche aux habitants d'alors, majestueux au bord de la Mer des Caraïbes dans le lieu où convergent aujourd'hui l’Avenue Principale et l’Avenue San Isidro, sa magnificence était telle que ses premiers habitants (garifunas provenant de Saint-Vincent) assuraient qu'il était « l’escalier que Dieu utilisait quand il descendait du ciel pour visiter la terre ».
La ville a commencé à se former en 1872 quand M. Manuel Hernández a construit une hutte sous l'arbre extraordinaire, autour de cette hutte se sont installés des voisins, attirés par la source de richesse que leur offrait la culture de la banane. Le commerce de ces fruits a attiré l'attention des grandes compagnies bananières, lesquelles ont commencé à s’établir.
La Ceiba est un exemple de l'architecture des Caraïbes avec ses vastes rues.
Elle a été déclarée commune le 23 août 1877, pendant le gouvernement du Dr. Aurelio Bosquet, étant le noyau de l'empire bananier et l'axe sur lequel tournait toute l'économie régionale.
C’est actuellement la troisième ville, le second port en importance et la capitale écotouristique du pays, dépassant les 200 000 habitants, dans plus de 170 quartiers et colonies répartis sur une surface de 6000 hectares.
Une grande partie de sa population est bilingue anglo-hispanique.
La ville compte trois universités et de nombreuses écoles publiques et privées. Il y avait une Alliance française de taille moyenne mais dynamique, fermée depuis 2006 à cause de la mauvaise volonté des responsables à Tegucigalpa et des coupes du budget du gouvernement.
Deux clubs de football de La Ceiba disputent le championnat de football hondurien : le CD Vida et le Victoria.
Depuis janvier 2002, le maire de la ville est le Dr. Milton Simon.

## Personnalités liées à La Ceiba
- Guillermo Anderson (1962-2016), y est né et mort, chanteur et compositeur
- Lisa Lopes, rappeuse, chanteuse,parolière et actrice américaine y est morte dans un accident d'auto le 25 avril 2002
- Arnold Peralta, footballeur, y est né en 1989 et y est mort assassiné en 2015